# Mirrah Foulkes
Pour les articles homonymes, voir Foulkes.
Mirrah Foulkes est une actrice, réalisatrice et scénariste australienne.

## Filmographie

### Réalisatrice
- 2012 : Dumpy Goes to the Big Smoke
- 2019 : Judy and Punch

### Scénariste
- 2012 : Dumpy Goes to the Big Smoke
- 2012 : Eugene
- 2025 : Christy de David Michôd

### Actrice

#### Cinéma
- 2006 : Ezra White, LL.B. : l'enseignante
- 2007 : Long Road to Heaven : Hannah Catrelle
- 2007 : Crossbow : une policière
- 2007 : Spider : Jill
- 2007 : Little Deaths : Caroline
- 2008 : Dying Breed : Nina
- 2008 : Netherland Dwarf : Rebecca
- 2010 : Animal Kingdom : Catherine Brown
- 2011 : Sleeping Beauty : Sophie
- 2012 : Cryo : Jacobs
- 2013 : The Turning : Fay
- 2013 : The Outlaw Michael Howe : Maria Lord
- 2014 : Vote Yes : Susan

#### Télévision
- 2005 : Blue Heelers : Deborah Masters (2 épisodes)
- 2009 : All Saints : Jo Mathieson (37 épisodes)
- 2011 : Wild Boys : Jessie West (2 épisodes)
- 2012 : Devil's Dust : Rebecca Bourke (2 épisodes)
- 2013 : Top of the Lake : Simone (4 épisodes)
- 2013 : Power Games: The Packer-Murdoch Story : Patricia Murdoch (2 épisodes)
- 2013 : Deadbeat Dads : Susan (1 épisode)
- 2013 : Secrets and Lies : Nicole
- 2014 : Hawaii 5-0 : Ellie Clayton (4 épisodes)
- 2018 : Dr Harrow : Soroya Dass

### Productrice
- 2025 : Christy de David Michôd